# Germán Mesa
Germán Mesa (L'Avana, 12 maggio 1967) è un ex giocatore di baseball cubano.

## Palmarès

### Olimpiadi
- Oro a Barcellona 1992;
- Argento a Sydney 2000.